# Михалик, Лукаш
Лукаш Михалик (словац. Lukáš Mihálik; 10 февраля 1997 года, Пьештяни, Словакия) — словацкий футболист, играющий на позиции полузащитника. Ныне выступает за словацкий клуб «Спартак (Трнава)».

## Клубная карьера
Начинал заниматься футболом в родном городе, с 15 лет — игрок академии трнавского «Спартака», которую окончил в 2015 году. 6 ноября 2015 года дебютировал в словацком чемпионате в поединке против «Скалицы», выйдя на замену на 89-й минуте вместо Мартина Тота. Всего в дебютном сезоне провёл 10 игр, единожды отличившись, 6 марта поразив ворота «ВиОна». В феврале 2016 года подписал первый профессиональный контракт сроком на 3,5 сезона.

## Карьера в сборной
Вызывался в юношеские сборные Словакии до 18 и 19 лет. Принимал участие в квалификационном и элитном отборочных раундах к чемпионату Европы 2016 года среди юношей до 19 лет. В финальную часть сборная Словакии не попала.